# The Great Filter (album)
| Đánh giá chuyên môn | Đánh giá chuyên môn |
| Nguồn đánh giá      | Nguồn đánh giá      |
| Nguồn               | Đánh giá            |
| ------------------- | ------------------- |
| Allmusic            |                     |

The Great Filter là tiêu đề phát hành năm 2007 của ban nhạc Chicago Tub Ring, và là debut của họ tại The End Records. CD này được phát hành vào ngày 1 tháng 5 năm 2007. Album này giữ nguyên truyền thống của 3 album trước của Tub Ring ở việc nó chứa một sự ám chỉ tới SETI ở tiêu đề (xem The Great Filter), và có một bài hát "Robot".

## Danh sách bài hát
1. "Friends and Enemies" – 3:27
2. "The Charismatic Smile" – 2:59
3. "Seven Exodus" – 2:52
4. "Get Help (Now!)" – 2:35
5. "When the Crash Happened Lưu trữ ngày 26 tháng 9 năm 2007 tại Wayback Machine" – 2:32
6. "Killers in Love" – 4:13
7. "No One Wants to Play" – 4:23
8. "Requiem for a Robot" – 0:38
9. "Life in Transition" – 3:25
10. "Glass Companion" – 3:20
11. "Making No Sound (At All)" – 3:14
12. "The Truth" – 2:10
13. "Wrong Kind of Message" – 4:19
14. "My Job Here is Done" – 3:16

### Các bài hát không thuộc album
- "Dynamite" – 3:15 hát lại của 3-2-1 Activate! (bài hát có riêng trên iTunes)
- "This is the Sound" – 2:32 (được thêm vào trong Alter Egos)
- "Touch" – 3:06 (được thêm vào trong Alter Egos)
- "Rock Your Body" – 2:51 hát lại của Justin Timberlake (vẫn chưa phát hành, xuất hiện trên trang MySpace của họ một ngày trước khi phát hành album)
- "The Uninitiated" – 2:01 hát lại của Rob Kleiner (có sẵn qua một URL được ghi tại chỗ ghi chú lót của album)
- "Heathens" – 2:44 (có sẵn qua một URL được ghi tại chỗ ghi chú lót của album)

## Thành viên
- Kevin Gibson – Hát
- Rob Kleiner – Đàn Phím, Nhà Sản Xuất
- Trevor Erb – guitar Bass
- Chris Wiken – Trống
- Jeff Enokian – Guitar
- Dave Smith – Saxophone
- Dave Winer – Trumpet
- David Keller – Cello
- Charles Crepeau – Violin
- Roxanne Hegyesy – Hát
- Sara Sleeper – Hát
- Neal Ostrovsky – Sản Xuất, Kỹ Sư, các Mẫu Thêm
- Tanner Woodford – Chỉ đạo Nghệ thuật, Thiết Kế